# 加泰罗尼亚联合左翼
加泰罗尼亚联合左翼是西班牙左翼政党联盟联合左翼在加泰罗尼亚自治区的分支。2019年6月8日，联合左翼与其在加泰罗尼亚的盟友联合与替代左翼决裂，因为联合左翼反对联合与替代左翼成员参与组建主权主义者并与加泰罗尼亚共和左翼结盟的做法。现存的加泰罗尼亚统一社会党追随联合左翼，也同联合与替代左翼决裂。同年7月3日，加泰罗尼亚联合左翼成立大会在圣阿德里亚-德贝索斯召开。